# Tertúlia (Ángeles Santos)
Tertúlia (també coneguda com a Cabaret) és una pintura a l'oli de grans dimensions pintada per Ángeles Santos Torroella el 1928 i que actualment forma part de la col·lecció permanent del Museu Reina Sofia de Madrid, mostrat a la sala 207 (La nueva figuración. Entre clasicismo y sobrerrealidad) amb el número de registre AD00129, al costat d'obres de Salvador Dalí i Josep de Togores, entre d'altres.

## Història
Durant les primeres dècades del segle xx va ser molt popular entre els homes intel·lectuals de l'època realitzar tertúlies (polítiques, literàries, filosòfiques...) en cafès i d'altres locals de les ciutats. Les dones solien tenir una presència mínima. En aquesta obra, es presenta un grup de dones tertulianes.

## Descripció
A l'obra es pot veure un grup de quatre dones intel·lectuals de principis del segle XX durant una tertúlia, tot i que cap d'elles sembla estar parlant. Llegeixen, fumen, discuteixen, però en un àmbit domèstic, no en un cafè, com feien els homes de l'època.
Començant per l'esquerra de l'obra, la primera dona està asseguda en un sofà, llegint; la segona es troba repenjada en un altre sofà i interpel·la l'espectador de l'obra amb una mirada fixa, just al costat de la tercera dona, que fuma estintolada en el mateix sofà. L'última dona apareix al cantó inferior dret de l'obra sostenint uns papers a la mà i mirant cap amunt.
A l'obra predominen els colors foscos, tret de la lluminositat del rostre de les protagonistes.
| «                | Podía resultar extraño que una jovencita pintara lo que yo pintaba, tan oscuro, tan desasosegante, con una atmósfera cerrada, tan angustioso, a veces. Decían que era un genio, pero yo nunca me lo creí. Lorca, Cossió, Guillén, García Lesmes, que era clásico y tuvo una muerte muy desafortunada, Sinforiano de Toro..., los intelectuales de la época venían a mi casa para ver mis cuadros (...) Lorca se quedaba perplejo delante de ellos. | » |
| — Ángeles Santos | |   |

## Anàlisi
Segons Josep Casamartina, aquesta obra podria recordar alguns treballs de la pintora Tamara de Lempicka. L'obra també s'ha comparat sovint amb Tertúlia en un café, obra del pintor Gutiérrez Solana.